# 米利埃 (芒什省)
米利埃（法語：Millières）是法国芒什省的一个市镇，属于库唐塞区（Coutances）莱赛县（Lessay）。该市镇总面积20.27平方公里，2009年时的人口为683人。

## 人口
米利埃人口变化图示